# Michael J. Cleary
Michael Joseph Cleary CSSp (* 1. September 1925 in Brickens, Grafschaft Mayo; † 3. September 2020 in Dublin) war ein irischer Ordensgeistlicher und römisch-katholischer Bischof von Banjul in Gambia.

## Leben
Michael J. Cleary wurde am 29. Juni 1952 für die Missionsgesellschaft vom Heiligen Geist zum Priester geweiht.
Am 24. Januar 1981 wurde er durch Papst Johannes Paul II. als Nachfolger von Michael Joseph Moloney CSSp zum Bischof von Banjul ernannt und am 24. März 1981 durch Erzbischof Johannes Dyba geweiht; Mitkonsekratoren waren Erzbischof Joseph Ganda und Bischof Michael Joseph Moloney. Cleary war der vierte Bischof von Banjul, die alle der Kongregation der Spiritaner angehörten.
Am 25. Februar 2006 wurde seinem Antrag auf Rücktritt nach Überschreiten der Altersgrenze stattgegeben und er wurde durch Papst Benedikt XVI. emeritiert. Er starb Anfang September 2020, zwei Tage nach seinem 95. Geburtstag, in Irland.